# Euderus verticillatus
Euderus verticillatus är en stekelart som först beskrevs av William Harris Ashmead 1888.  Euderus verticillatus ingår i släktet Euderus och familjen finglanssteklar. Inga underarter finns listade i Catalogue of Life.